# Ray Atkins
Ray Atkins  est un peintre figuratif anglais, membre de la St Ives School et  du « l'École de Londres ». Il est également enseignant. Il naît en 1937 à Exeter comté de Devon. Il a étudié l'art au Bromley College of Art et à la Slade School of Fine Art . Il est surtout connu pour ses grands tableaux , des œuvres in situ qu’il peint pendant de longues semaines ou de longs mois .
De 1965 à 1970, Atkins a enseigné au Bournemouth College of Art, au département des beaux-arts de Reaeding University. Il a continué à peindre à Cornwall tout en enseignant à la Falmouth School of Art. En 2009, il s'installe en France où il poursuit son œuvre picturale.

## Vie et carrière
En 1964, après avoir obtenu son diplôme de Slade, Atkins travaille à Londres. Il enrichit son œuvre personnelle sous l’influence du travail de Frank Auerbach  artiste peintre. Il s’inscrit ainsi dans son atelier tout en suivant ses études de 3e cycle à la Slade School of Fine Art où enseignait Frank Auerbach. Avant de quitter Londres , il terminera une série de grandes peintures à Millwall Dock lieu qui le captivait et qui fut pour lui une source d'inspiration.
Atkins  enseigne ensuite  au Bournemouth College of Art de 1965 à 1970. Il déménagera ensuite à Reading en 1970 où il enseignera au département des beaux-arts de l'Université . Il y travaillera  aux côtés de John Wonnacott. Le style d'enseignement d'Atkins consistait à peindre aux côtés des étudiants. Ce que Frank Auerbach, tuteur occasionnel à Reading, remarquera et lui exprimera dans une de leurs conversations citée ci- dessous: « J'ai été très impressionné par le fait que vous passiez autant de temps aux côtés des étudiants en tant qu’enseignant tout en peignant, contrairement à la plupart des professeurs qui eux, peignaient en dehors des cours. La meilleure chose que vous ayez faite fut d'être ce bel exemple. »
En 1974, il s'installe à Cornouailles où il enseigne à la Falmouth School of Art. En ce  temps là, il se consacre également à son art et produit une série de peintures sur le thème du patrimoine industriel des Cornouailles : les anciennes mines, les carrières de pierres, les carrières d'argile et de porcelaine à ciel ouvert autour de St Austell et sur Bodmin Moor. Il devient alors membre du Groupe de Londres en 1978.
En 2009, Atkins a déménagé, avec son partenaire danseur et chorégraphe Hsiao Hwa Li, dans une ferme isolée près d'Aspet, en Haute Garonne, au pied des Pyrénées françaises.
Il est représenté par Art Space Gallery | Michael Richardson Art Contemporain Londres depuis 1989.

## Style et influences

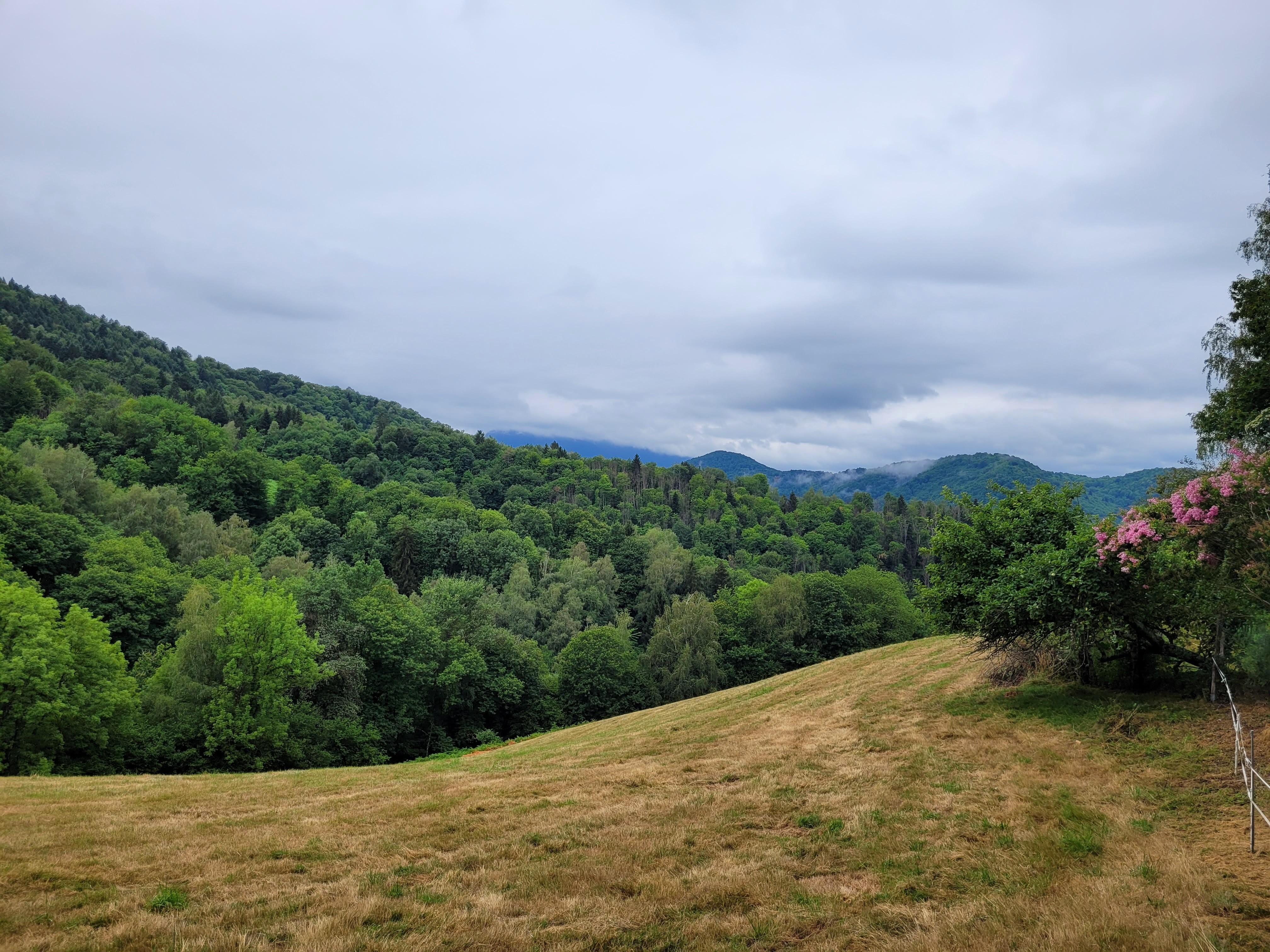
Vue avec forêt depuis le jardin d'Atkins, près d'Aspet, France, souvent le sujet de ses peintures.

Atkins crée généralement une peinture sur une période de plusieurs semaines ou mois. "En un sens, mes peintures sont à l'opposé de l'Impressionnisme. Mes peintures se construisent souvent sur une échelle de temps assez longue de quelques jours à quelques mois. C'est par l'accumulation de plusieurs instants, à partir de mes observations sur une longue période et le travail de la matière que je recrée une situation nouvelle, la sensation du moment ».
Pendant son séjour à Reading, Atkins a commencé à travailler sur de gigantesques peintures à l'extérieur, peignant près de la Tamise. « Je lisais sur Le Corbusier, sur la façon dont il voulait que tous ses bâtiments aient une mesure humaine, et je pensais que la peinture devrait également avoir ce lien avec le corps humain et j'ai donc décidé de faire une image de six pieds carrés. Il a trouvé un site approprié à Milwall Dock et a obtenu l'autorisation de l' autorité du port de Londres pour y peindre. Depuis lors, les peintures d'Atkins ont généralement été créées sur place et sont souvent à une échelle monumentale. Comme l'a écrit Leon Kossoff en 2003 : « Ray Atkins utilise le monde extérieur comme un studio. Les paysages émergent d'une implication quotidienne avec un sujet en constante évolution qui est finalement engagé dans une expérience visuelle spécifique. J'admire ces peintures extraordinaires depuis de nombreuses années.»
Après avoir déménagé à Cornwall, il a développé sa méthode de peinture à grande échelle à partir de l'observation directe du paysage, laissant les œuvres laissées in situ jusqu'à leur finition. Il installe ses planches, souvent jusqu'à trois mètres de large et pesant cinquante kilogrammes, devant le paysage, fixant solidement l'œuvre au sol et les laissant en place pendant des semaines en tant que travaux en cours.